# Concertato
Na música dramática, concertato ou pezzo concertato é um termo italiano que designa um trecho de ópera no qual os personagens principais e o coro entrelaçam suas linhas vocais em forma polifônica. O termo também pode se referir ao stile concertato, característico sobretudo da música litúrgica barroca italiana e alemã da primeira metade do século XVII.  
A palavra deriva  de concerto, que, em italiano, significa 'consonância de vozes e instrumentos musicais'. Assim, concertato pode ser traduzido como 'à maneira de um concerto'. 
Na música barroca produzida entre o fim do século XVI e o início do XVIII, concertato era um estilo musical em que grupos de instrumentos ou vozes dividiam a mesma melodia, normalmente alternando-se, sobre um baixo contínuo. Geralmente, tratava-se de composições polifônicas. No melodramma (ou drama cantado, ou seja, aquilo que viria a ser chamado de ópera) do século XVIII, o pezzo concertato indicava uma cena ou parte de uma cena (geralmente no final de um ato) em que os cantos de vários personagens se entrelaçavam num conjunto polifônico. Os pezzi concertati da ópera italiana eram colocados, preferencialmente, no final do ato intermediário ou, mais raramente, no fim de um quadro ou no final da ópera. Nesse período, os concertati eram divididos em um número de seções maior do que o das óperas italianas do início do século XIX. Estas seguiam a estrutura conhecida, em musicologia, como solita forma ('forma usual'), sobretudo com referência aos duetos, isto é: um tempo d'attacco seguido de um movimento lento (largo ou cantabile), um tempo di mezzo e um movimento final mais veloz (stretto ou cabaletta). O caráter dinâmico do tempo d'attacco e do tempo di mezzo, de maior carga dramatúrgica, alterna-se com o caráter "estático" do cantabile e da cabaletta, momentos em que emergem as paixões e a psicologia dos personagens.  Cada cena evolui gradualmente, desde o momento lírico-estático de abertura até o desfecho final, adicionando-se gradualmente personagens e complexidade à trama.
Uma distinção simplificada, mas bastante útil, entre concertato e concerto é a seguinte: o estilo concertato envolve contraste entre grupos oponentes de vozes e grupos de instrumentos; já o estilo concerto, sobretudo pelo modo como evolui no Barroco tardio (concerto grosso), envolve o contraste entre pequenos e grandes grupos de composição similar, chamados de concertino (pequeno grupo de instrumentos solistas) e ripieno (o restante da orquestra). 

## Exemplos do uso doconcertatoem óperas
- Freddo ed immobile come una statua (Il barbiere di Siviglia, ato I)
- D'un pensiero e d'un accento (La sonnambula, ato I)
- Alfredo, Alfredo, di questo core (La traviata, ato II)
- D'un vampiro fatal - Già ti vedo immota e smorta (La Gioconda, ato III)
- Rosetta! (Scena dell'imbarco delle prigioniere, Manon Lescaut, ato III)
- "Su! del Nilo al sacro lido" (Scena e Pezzo d'Assieme - cena de convocação para a guerra,- "Aida", ato I)

## Compositores dostile concertato
- Andrea Gabrieli
- Giovanni Gabrieli
- Claudio Monteverdi
- Johann Pachelbel
- Michael Praetorius
- Heinrich Schütz
- Ludovico da Viadana